# Soro da verdade

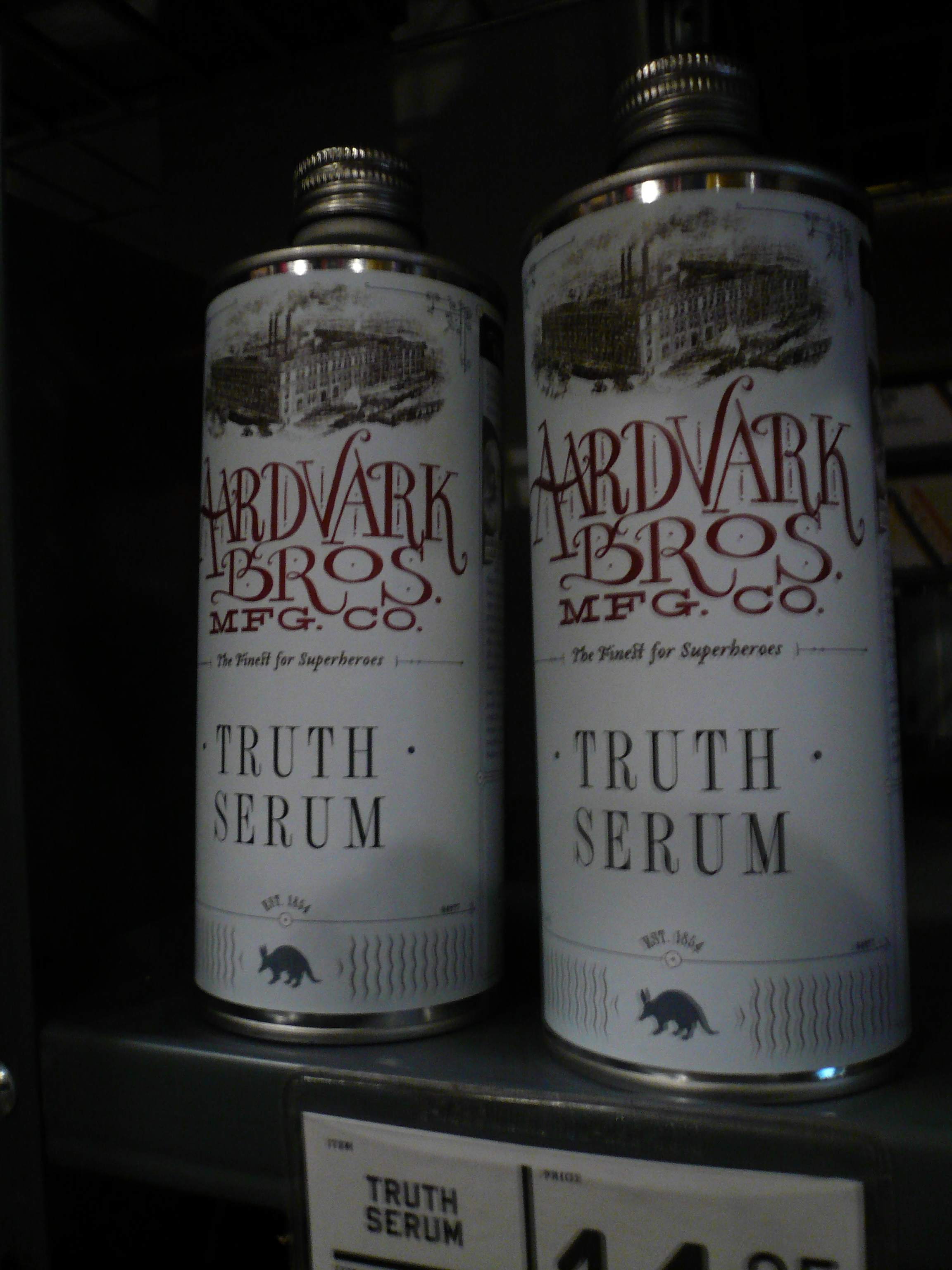
"Truth serum; o "soro da verdade".

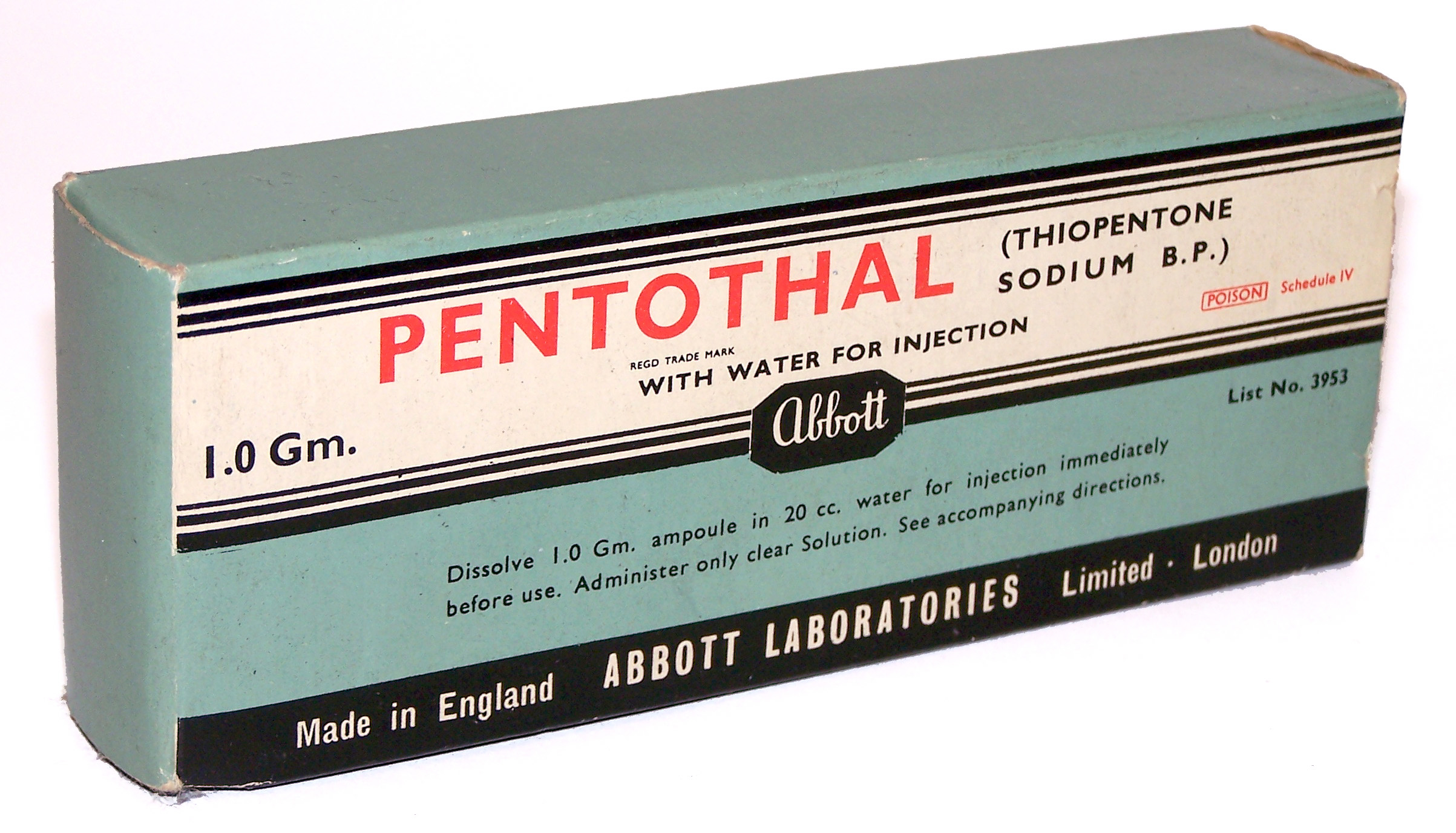
Tiopental sódico, uma droga usualmente utilizada como "soro da verdade".

Soro da verdade (original, em inglês: Truth serum) é o termo utilizado para referir-se a uma droga ou conjunto de drogas que, ministrada a um suspeito ou paciente que tem algo de relevante a esconder, o levaria a revelar a informação que esconde, mediante a supressão e mesmo eliminação da sua força de vontade em não fazê-lo. Várias drogas são utilizadas com esse intuito, figurando entre as mais comuns e conhecidas a escopolamina e o tiopental (um barbitúrico).
A expressão "soro da verdade" não mostra-se em verdade adequada à realidade, pois de fato não há, pelo menos até hoje, uma droga ou coquetel que relaxe e suprima o livre arbítrio da pessoa a ponto dessa revelar a verdade - e nada mais que a verdade - quando seus efeitos. Os candidatos a soros da verdade foram amplamente estudados por diversas entidades e organizações dado o seu interesse estratégico em certas situações; e uma análise fria de caso revela que, ao fim, uma expressão mais adequada para o soro seria, talvez, "soro da tagarelice". A CIA, a agência de inteligência norte-americana, manteve entre seus projetos um de codinome MKULTRA, que durante 25 anos investigou o comportamento humano quando sujeito às mais variadas situações, inclusive no tocante ao soro da verdade. A conclusão a que chegou foi a de que "Tudo que esses soros fazem é soltar a língua da pessoa, mas não há a menor garantia do que aquilo [que dizem] seja verdade.".
Quando começou a ser estudado, rapidamente percebeu-se que os "soros da verdade" tinham melhor efeito quando administrados a pacientes previamente dopados com anestésicos, em uma situação onde os padrões normais de pensamento mostravam-se suprimidos ou interrompidos. Os melhores resultados foram obtidos com o paciente em estágio de sedação e relaxamento, em estado de pouca coordenação motora e fala arrastada. Apenas mais tarde, contudo, percebeu-se que os relatos dos pacientes sob ação do soro, quer dopados quer não, não necessariamente e de fato poucas vezes correspondiam à realidade; apresentando-se quase sempre carregados de alucinações traduzidas de medos e fantasias do "entrevistado" que, ao fim das contas, não podiam ser separados entre verídicos e não verídicos de forma segura. Sob o soro da verdade, várias pessoas confessaram crimes, incluso assassinatos, que não cometeram; simplesmente porque, quando investigados, constatou-se que tais crimes de fato nunca ocorreram.
O uso de soros da verdade é classificado como uma forma de tortura, de acordo com o direito internacional. Mesmo diante de proibições de ordem internacional, estes soros ainda têm uso difundido; relatando-se ocorrências inclusive junto aos serviços secretos tanto russo como norte-americano. O uso ainda se justifique talvez porque um dos efeitos confirmados do soro seja induzir a pessoa a pensar que revelou muito mais informações do que ela realmente revelou; levando-a a deslizes ou mesmo confissões subsequentes que por fim trazem à tona a verdade que ela antes não revelou.